# Carlo Canella

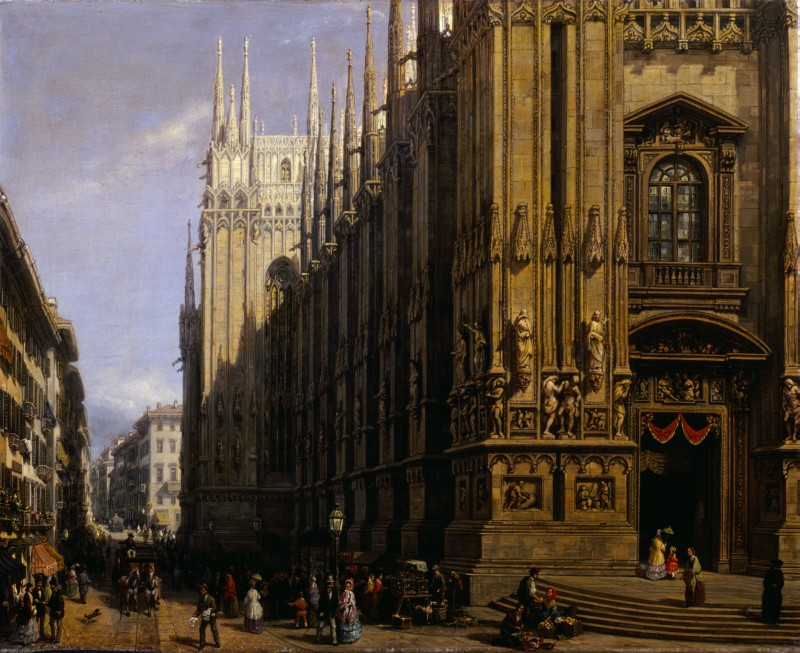
Der Mailänder Dom, Öl auf Leinwand 70 × 86 cm

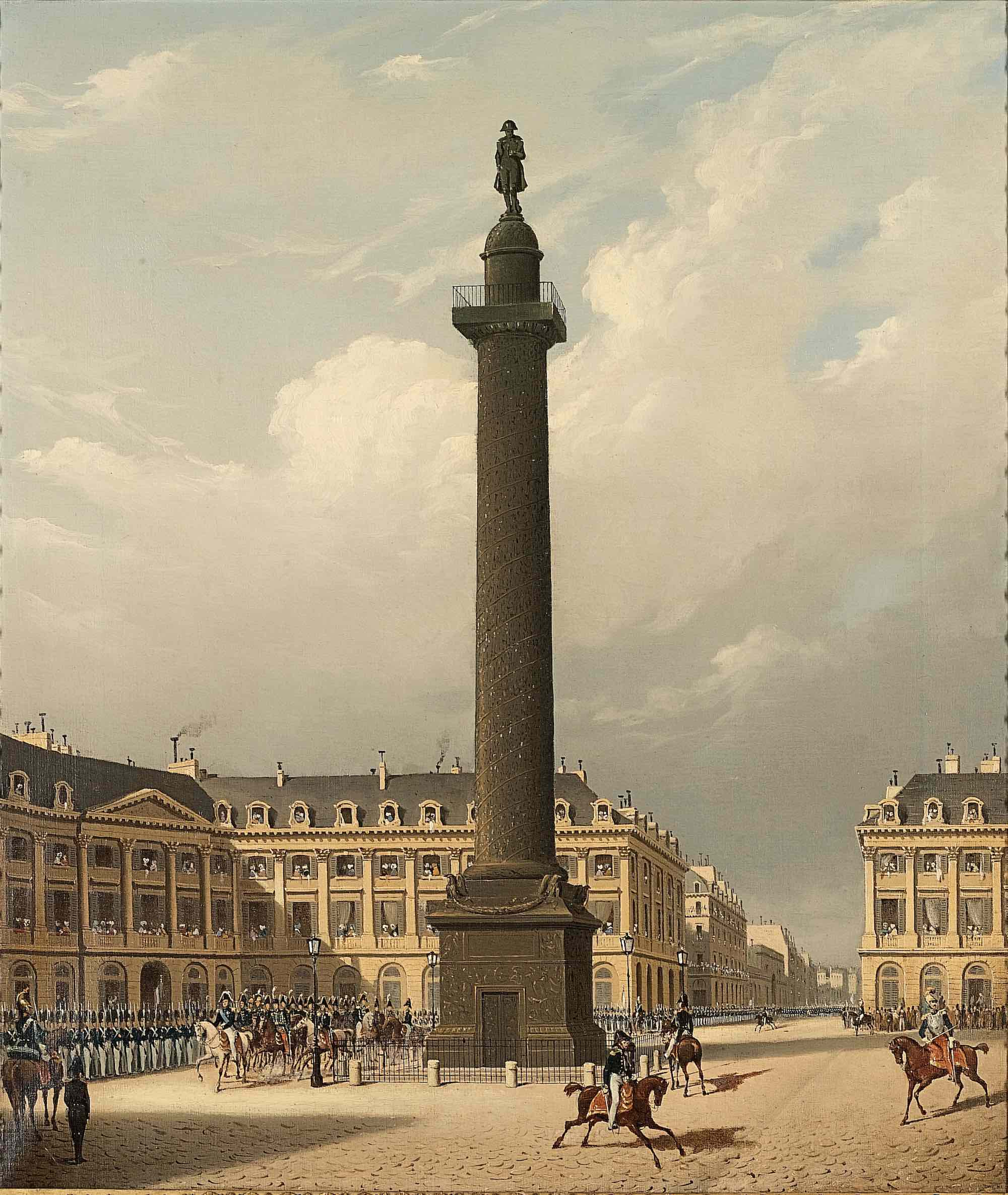
75 × 64,5 cm Musée Carnavalet Paris

Carlo Canella (* 1800 in Verona; † 1879 in Mailand) war ein italienischer Maler.

## Biografie
Canella erhielt seine künstlerische Ausbildung von seinem Vater Giovanni, einem Dekorateur und Bühnenbildner, und nahm ab 1829 regelmäßig an den Brera-Ausstellungen mit Stadtansichten, Porträts und Genreszenen neo-flämischen Charakters teil. Er malte auch gelegentlich Landschaften, spezialisierte sich jedoch Mitte der 1830er Jahre unter dem Einfluss seines älteren Bruders Giuseppe auf perspektivische Ansichten verschiedener italienischer Städte, insbesondere Mailand und Verona. Er ließ sich 1842 endgültig in Mailand nieder, schickte aber weiterhin Werke für Ausstellungen nach Verona. Das reife Werk des Künstlers sah eine müde Wiederholung derselben Themen, oft basierend auf den erfolgreicheren Modellen seines Bruders, sowie lebhafte Genreszenen mit anekdotischem Charakter, die in Porto auf der Internationalen Ausstellung von 1865 und in Neapel in der Esposizione Nazionale di Napoli 1877 vorgestellt wurden.